# Droga krajowa nr 112 (Kostaryka)
Droga krajowa nr 112 (hiszp. Ruta Nacional Secundaria 112/Ruta 112) – jedna z dróg krajowych w Kostaryce. Znajduje się ona w prowincji Heredia.

## Opis
W prowincji Heredia droga krajowa nr 112 przebiega przez kanton Heredia (przez dystrykt Heredia), kanton San Isidro (przez dystrykty San Isidro, San José i San Francisco) oraz kanton San Pablo (dystrykt San Pablo).